# 巴克特里亞
巴克特里亞 （亦有譯巴克垂亞），也叫吐火罗斯坦（英語：Tokharistan），是一個中亚古地名，主要指阿姆河以南，兴都库什以北地区。古希腊人在此地建立希腊-巴克特里亚王国，中国史記称之为大夏，後來此地更名為吐火羅。

## 地理
巴克特里亞主要為今日阿富汗北部、塔吉克南部和烏茲別克东南部所組成，這遼闊的地區經常隨著統治者不同，而有些改變。這是一個多山的地區，溫和的氣候，和充沛的雨量，也是伊朗許多部落的家園。

## 歷史

### 巴克特里亞·馬爾吉阿納文明體
在公元前第2千年纪早期的巴克特里亞·馬爾吉阿納文明體，是该地区第1个定居文明，从事灌溉农业，可能有某种文字。巴克特里亚·马尔吉阿纳可能和当时的青铜时代的安德罗诺沃文化有所交流，该文化发明了有轮战车，在西西伯利亚、俄罗斯、以及哈萨克斯坦部分地区居住，并延续到了公元前第1个千年纪。

### 塞琉古帝國
希臘塞琉古帝國時代，巴克特里亞都是其所屬行省，塞琉古帝国統治中亞時，更將大批希臘人和馬其頓人移居此地，而巴克特里亞希臘化成果相比鄰近地區較為成功，可能歸功於當年波斯國王把許多不順從的希臘人遷徙至此地。

### 希腊-巴克特里亚王国
前246年左右總督狄奧多特一世藉著塞琉西安条克二世逝世且塞琉古帝国衰弱無暇東顧時宣佈独立建国。前238年，帕尼遊牧民族的酋長阿爾沙克一世入侵大夏鄰近的帕提亞建立安息王國，使得大夏與西方希臘世界直接陸路被切斷，當塞琉古國王塞琉古二世出兵安息時大夏也一旁夾擊。
狄奧多特一世之子狄奧多特二世繼位後與安息簽訂和約並一同對付意圖收復東方行省的塞琉古帝国，前230年左右大夏北部地區的一個總督歐西德莫斯一世奪取了狄奧多特家族的政權，自立為王。前208年，塞琉古國王安條克三世向東進軍，在阿利烏河戰役打敗大夏軍隊，並圍攻大夏都城薄知，但不能攻下。前206年，雙方取得協議，安條克三世承認大夏王國獨立並把女兒許配給歐西德莫斯一世之子德米特里一世，但須與安息一樣向塞琉古納貢。

### 塞人和大月氏
前168年，希臘貴族歐克拉提德一世佔據大夏本土，自立為王，期間與安息米特里達梯一世戰爭中再失去包含木鹿等王國西部，被分裂後的大夏王國越趨衰弱，而後北方游牧民族塞人和大月氏先後入侵而於前125年左右滅亡。
大夏於是成為大月氏帝國的發祥地， 後來大月氏擴充到印度河流域在印度歷史上創造了一個燦爛的大月氏时代， 大乘佛教的孕育與發展正是大月氏兄弟時代印度河流域尤其是佛陀羅地區的盛事， 佛教藝術中心有所謂佛陀羅一派希臘色彩及其濃厚， 此派最早的釋迦牟尼佛像和希臘人廟裡的阿波羅有相似之處，

## 語言
巴克特里亞人說的語言，按語言學分類，屬於印歐語系印度-伊朗語族東北語支的一員。但與本語族其他語言不同的是，巴克特里亞語是語族內唯一採用希臘字母的語言。除了基本的字母以外，巴克特里亞人還另外自製了字母Ϸ來表示/ʃ/ (“施”或“希”)這個音。

## 延伸阅读
[在维基数据编辑]
 《新唐書·卷221下》，出自《新唐書》